# 直世王
直世王（なおよおう、宝亀8年（777年） - 承和元年1月4日（834年2月15日））は、平安時代前期の皇族。名は真世王、猶世王とも記される。一品・長皇子の後裔。従五位上・清原王の子。官位は従三位・中納言。

## 経歴
延暦23年（804年）縫殿大允に任ぜられ、平城朝では大舎人允・内蔵助を歴任する。
弘仁元年（810年）従五位下・内蔵頭に叙任される。弘仁2年（811年）従五位上・中務大輔、弘仁7年（816年）正五位下・蔵人頭、弘仁9年（818年）従四位下・左京大夫と、嵯峨朝では順調に昇進し、弘仁12年（821年）参議兼左大弁に任ぜられ公卿に列した。弘仁13年（822年）従四位上。
淳和朝でも引き続き参議に左大弁を兼帯する一方、天長4年（827年）正四位下に叙せられている。天長7年（830年）従三位・中納言兼中務卿に叙任。同年、薬師寺にて毎年法事を開催して、高徳の僧侶を集めて『最勝王経』の講説を行うこと、この法会における論議を諸国の講師・読師に任用するための試験とすることを上奏し、許されている（『薬師寺最勝会』）。また、淳和天皇の勅により『日本後紀』の編纂にも参画した。
天長10年（833年）仁明天皇の即位に伴い兼官が弾正尹に移るが、まもなく中務卿に還任している。承和元年（834年）1月4日薨去。享年58。最終官位は従三位中納言兼中務卿。

## 官歴
注記のないものは『六国史』による。
- 延暦23年（804年） 5月：縫殿大允[5]
- 大同3年（808年） 2月：右大舎人允[5]。8月：大舎人大允[5]
- 大同4年（809年） 5月：内蔵助[5]
- 時期不詳：正六位上
- 大同5年（810年） 正月7日：従五位下。正月24日：内匠頭[5]。9月16日：兼相模守
- 弘仁2年（811年） 6月1日：従五位上、中務大輔
- 弘仁7年（816年） 正月7日：正五位下。3月：蔵人頭[5]。8月：右京大夫
- 弘仁9年（818年） 正月4日：従四位下、兼但馬守[5]。10月15日：左京大夫[5]
- 弘仁12年（821年） 正月9日：参議[5]。正月10日：兼左大弁（左京大夫兼務）[5]
- 弘仁13年（822年） 3月20日：兼近江守[5]。10月1日：従四位上
- 天長3年（826年） 正月21日：越前守[5]
- 天長4年（827年） 正月21日：正四位下
- 天長7年（827年） 6月1日：従三位、中納言[5]。8月4日：兼中務卿[5]
- 天長10年（833年） 3月11日：兼弾正尹。3月24日：兼中務卿
- 承和元年（834年） 正月4日：薨去（中納言従三位兼中務卿）

## 系譜
- 父：清原王[5]
- 母：不詳
- 妻：不詳
  - 二男：文室助雄[6]（807-858）
  - 男子：文室笠科[7]